# 死之臟器
《死之臟器》，2015年日本電視劇，改編自2013年2月25日由文藝社發行的麻野涼同名小說。

## 故事大綱
ENN導播沼崎恭太兩年前任職週刊雜誌報導跟蹤狂囚禁女高中生案，因偏向同情自小受父親虐待有精神疾病的嫌犯，又洩漏女高中生身份致其自殺身亡，率領著拍攝小組到山梨縣青木原取材，無意中發現凍死在窪地裡且有摘取腎臟後縫合的傷口的無名女屍……
無名女屍身穿紅色大衣由台灣業者向日本訂制止在台灣銷售的特殊款……
得知有日本人在台灣從事器官交易仲介……
山梨縣刑警白景守在到達青木原現場看見無名女屍後，馬上下令將女屍移送山梨縣中央醫科大學，由坂本壽史助理教授解剖……
因金錢糾紛從公寓樓梯摔下受傷，而被送到救愛紀念醫院急診室的柳澤桔子、大平 剛，被發現兩人腹側都有摘取、移植腎臟的縫合傷口……

## 角色及演員
| 角色                       | 年齡 | 演員       | 備註                                     |
| -------------------------- | ---- | ---------- | ---------------------------------------- |
| 布洛芬 電視製作公司（ENN） |      |            |                                          |
| 沼崎恭太                   | 37歲 | 小泉孝太郎 | 導播；雨宮 由香里的前男友。              |
| 雨宮由香里                 | 36歲 | 小西真奈美 | 導播；沼崎恭太的前女友。                 |
| 野呂三樹夫                 | 56歲 | 大高洋夫   | ENN製作公司老闆                          |
| 療生會 日野醫院            |      |            |                                          |
| 日野誠一郎                 | 66歲 | 武田鐵矢   | 療生會日野醫院 院長。                    |
| 高倉直子                   | 53歲 | 長野里美   | 高倉裕美之母，腎衰竭須做血液透析的患者。 |
| 高倉裕美                   | 21歲 | 小島藤子   | 高倉直子之女。                           |
| 其他                       |      |            |                                          |
| 大田勇                     | 53歲 | 小木茂光   | 救愛紀念醫院 院長。                      |
| 上原宗助                   | 68歲 | 柴俊夫     | 眾議院 議員。                            |
| 並川良子                   | 34歲 | 新妻聖子   | 上原宗助之女，議員祕書。                 |
| 白井守                     | 49歲 | 豐原功補   | 山梨縣富士鳴澤署 刑警。                  |
| 船橋甫                     | 33歲 | 川野直輝   | 前製藥公司職員。                         |

## 外部連結
- 連続ドラマW 日曜オリジナルドラマ 『死の臓器』- WOWOW （页面存档备份，存于）